# بوریس ولادیمیرف
بوریس پاولوویچ ولادیمیرف (روسی: Бори́с Па́влович Влади́миров؛ ۱۹۳۲ — ۱۹۸۸) بازیگر و صداپیشه اهل روسیه بود. او یکی از اعضای دوئت کمدی مشهور «ورونیکا ماوریکیِونا و آودوتیا نیکیتیشنا» بود.
از فیلم‌ها یا مجموعه‌های تلویزیونی که وی در آن‌ها نقش داشته است، می‌توان به خرگوش و سیب اشاره نمود.